# 5803 Ötzi
5803 Ötzi è un asteroide della fascia principale. Scoperto nel 1984, presenta un'orbita caratterizzata da un semiasse maggiore pari a 2,6420405 UA e da un'eccentricità di 0,2174929, inclinata di 16,62652° rispetto all'eclittica.
L'asteroide è dedicato all'Uomo del Similaun.